# Pirkko Saisio

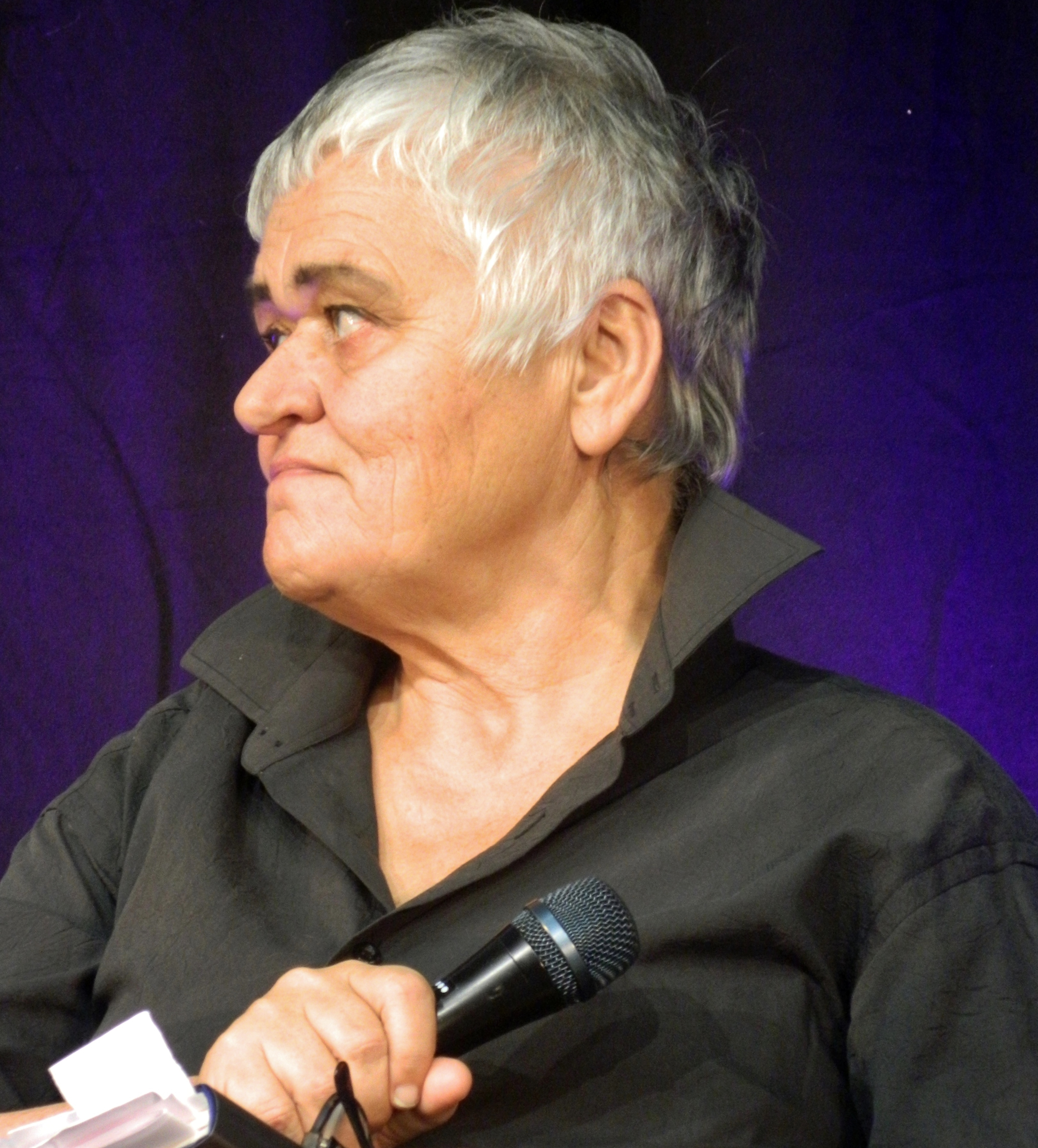
Pirkko Saisio, 2016.

Pirkko Helena Saisio, född 16 april 1949 i Helsingfors, är en finsk författare och skådespelare. Från 1997 till 2002 var hon professor i dramaturgi vid Teaterhögskolan i Helsingfors. Hon har också skrivit under författarnamnen Jukka Larsson och Eva Wein.
Saisio debuterade 1975 med romanen Elämänmeno (Livets gång), som skildrar en arbetarfamiljs liv i Helsingfors från andra världskrigets slut till början av 1960-talet. Romanen gav henne J.H. Erkkos debutantpris. Senare följde bland annat Sisarukset (1976, på svenska som Syskonen, 1981), där hon skildrar ett syskonpar under andra världskriget, och där texten karakteristiskt för hennes stil nästan uteslutande består av repliker. Hon har skrivit 13 skådespel och 16 romaner, varav även Kainin tytär ("Kains dotter", 1984), kan nämnas. År 2013 filmatiserades hennes roman Betoniyö (Betongnatt) av Pirjo Honkasalo. Romanen och filmen utspelar sig i en av Helsingfors betongförorter.
Saisio tilldelades Finlandspriset 2002. Hon tilldelades 2003 Finlandiapriset för romanen Punainen erokirja (på svenska som Den röda separationsboken, 2005). År 2007 fick hon Pro Finlandia-medaljen.

## Böcker översatta till svenska
- Livets gång (Elämänmeno) (översättning Jens Hildén, Forum, 1979)
- Syskonen (Sisarukset) (översättning Jens Hildén, Forum, 1981)
- Den röda separationsboken (Punainen erokirja) (översättning Ann-Christine Relander, Kabusa böcker, 2005)
- Det minsta gemensamma. översättning Henrika Ringbom. Förlaget. 2025. Libris 9vx71trz7mvfjncr. ISBN 9789523336537

## Priser och utmärkelser
- 2002 – Finlandspriset
- 2003 – Finlandiapriset för romanen Punainen erokirja (på svenska som Den röda separationsboken, 2005)
- 2025 – Runebergspriset för romanen Suliko